# کارپوزلو
کارپوزلو یکی از شهرستان‌های استان آیدین، در ناحیه اژه ترکیه است.
کارپوزلو شهر بسیار کوچکی با جمعیتی بالغ بر ۲٬۳۰۰ نفر است.